# Rosulabryum microrhodon
Rosulabryum microrhodon là một loài Rêu trong họ Bryaceae. Loài này được (Müll. Hal.) J.R. Spence miêu tả khoa học đầu tiên năm 1996.